# コンスタンティノス・コムネノス・アリアニテス
コンスタンティノス・コムネノス・アリアニテス (ギリシア語: Κωνσταντῖνος Κομνηνός Ἀριανίτης, Constantine Komnenos Arianites  1456年–1530年) は、アルバニア人のビザンツ貴族。その生涯のほとんどをイタリアで過ごし、教皇に仕えた。
ビザンツ貴族とアルバニア貴族の血を引き、1502年にアンドレアス・パレオロゴスが死去したのちそのモレアス専制公位の継承を主張した。アンドレアス・パレオロゴスは最後のビザンツ皇帝コンスタンティノス11世パレオロゴスの甥で、モレアス専制公とビザンツ皇帝の位の請求権を有しているとみなされていた人物であった。コンスタンティノス・コムネノス・アリアニテスとアンドレアス・パレオロゴスの間に血縁は無い。アンドレアスと異なりコンスタンティノスは皇帝を名乗ることはなく、代わりに「マケドニア公」や「アカイア公」などと名乗った。
コンスタンティノスがこうした地位を請求した根拠としては、かつてビザンツ皇帝を輩出したコムネノス家との関係があること、また皇帝アンドロニコス2世パレオロゴスの子孫で、モンフェッラートに残っていたパレオロゴス家の分家出身であるフランチェスカ・デ・モンフェッラートと結婚したことがあげられる。生涯を通じてコンスタンティノスは反オスマン帝国計画を練り続け、主なものとしては2回にわたるコンスタンティノープル再征服を目的とした十字軍計画への加担が挙げられる。

## 生涯

### 出自と前半生

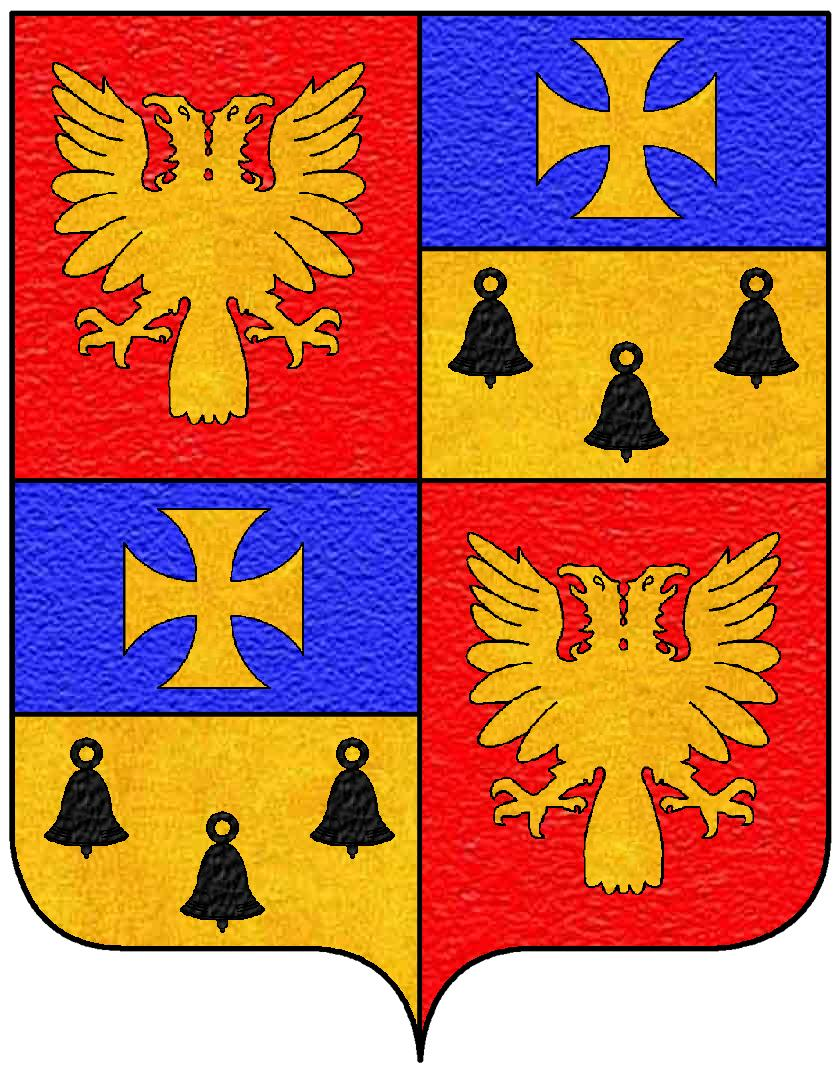
イタリアにおけるコムネノス・アリアニテス家の紋章

コンスタンティノスの父ゲオルギオス・アリアニテスはアルバニアの領主であったが、もとは彼の一族はビザンツ帝国の首都コンスタンティノープルの出身だった。またコンスタンティノスは、自身が1081年から1185年まで帝国を支配したコムネノス家の末裔だと主張し、第二姓として名乗った。アリアニテス家は婚姻を通じてバルカン半島の諸君主と強く結びついており、オスマン帝国に激しく抵抗した。ゲオルギオスは1430年代に反乱を主導している。ゲオルギオスの死後、オスマン帝国は漸次的にアルバニアを征服していった。1501年に港町ドゥラスが陥落して、アルバニア全土がオスマン帝国の支配下に置かれた。
1469年、12歳のコンスタンティノスは身の安全のためイタリアに送られた。教皇シクストゥス4世はこの子供に月32ドゥカートの扶助金を与え、貴族としての生活を維持できるよう取り計らった。1490年代、コンスタンティノスはフランチェスカ・デ・モンフェッラートと結婚した。フランチェスカは14世紀前半からモンフェッラート侯国を統治していたパレオロゴス家分家の出であった。1504年、コンスタンティノスは神聖ローマ皇帝マクシミリアン1世（当時は未戴冠）への使節として任務をこなし、教皇ユリウス2世の評価を得た。コンスタンティノスへの支給金が月200ドゥカートに増額されただけでなく、彼は教皇庁の軍隊の分遣隊指揮官に任じられた。

### 諸称号の自称
コンスタンティノスは、バルカン半島にキリスト教国家による支配を復活させる野望を抱いていた。1490年代以降、彼は自身がテッサリアとマケドニアの正統な君主であると自称し、「マケドニア公」と称した。後にはここに「アカイア公」の称号も加わった。この2つの称号は、サンティ・アポストリ教会の彼の墓にも刻まれている。1502年、最後のビザンツ皇帝コンスタンティノス11世の甥にあたるアンドレアス・パレオロゴスが死去した。彼が称していた「コンスタンティノープルの皇帝」と「モレアス専制公」が空位となり、コンスタンティノスは後者を請求するようになった。彼は自分がコムネノス家の後裔であることや、妻フランチェスカがパレオロゴス家の末裔であること（ただし、この一族出身の最後の皇帝たちの裔ではない）を根拠に、教皇と神聖ローマ皇帝間の外交で活躍するにあたり「モレアス専制公」の称号を利用した。
1494年、フランス王シャルル8世がイタリアに侵攻し、コンスタンティノープル征服を目的とする、オスマン皇帝バヤズィト2世への十字軍設立を宣言した。同年11月、シャルルは貧窮していたアンドレアス・パレオロゴスから「コンスタンティノープルの皇帝」の称号を購入していた。シャルル8世はモンフェッラートでコンスタンティノスと会見し、コンスタンティノスはその場で、王のコンスンタンティノープル侵攻を支援し、アルバニアで反乱を引き起こして陽動を行うことを約束した。しかして彼がヴェネツィアで計画を練っていた時、オスマン帝国への侵攻が現実のものとなることを恐れたヴェネツィア政府のシニョーリアが彼を逮捕しようとしたため、彼はプッリャに逃れた。結局、シャルル8世がオスマン帝国に侵攻することはなかった。それでもコンスタンティノスは反オスマン帝国陰謀を練り続けた。彼は外交官として、オスマン帝国とヴェネツィア共和国の力を弱めるべくカンブレー同盟結成に尽力したが、期待した結果は得られなかった。
1514年、教皇レオ10世はコンスタンティノスをアドリア海沿岸でアンコーナに近いファーノの総督に任じた。バルカン半島へ遠征するとなればその出発点となるのがファーノであり、かつて1460年代にピウス2世が十字軍を行おうとした時にもその集結地と目された街だった。コンスタンティノスの総督任命は、レオ10世自身の十字軍願望のあらわれであった可能性もある。彼はヴェネツィア、スペイン、イングランド、ポルトガルの艦隊からなる十字軍を構想しており、彼がコンスタンティノープルの皇帝の候補としてフランス王フランソワ1世に白羽の矢を立てたといううわさも流れた。しかし20年前のシャルル8世の時と同様、レオ10世の十字軍計画が実行に移されることはなかった。